# Ravni (Brus)
Ravni (em cirílico: Равни) é uma vila da Sérvia localizada no município de Brus, pertencente ao distrito de Rasina. A sua população era de 160 habitantes segundo o censo de 2011.

## Demografia
| 1948 | 1953 | 1961 | 1971 | 1981 | 1991 | 2002 | 2011 |
| ---- | ---- | ---- | ---- | ---- | ---- | ---- | ---- |
| 384  | 399  | 371  | 332  | 285  | 277  | 190  | 160  |